# Eremophila simulans
Eremophila simulans är en flenörtsväxtart som beskrevs av Chinnock. Eremophila simulans ingår i släktet Eremophila och familjen flenörtsväxter. Inga underarter finns listade i Catalogue of Life.